# Marco Camenisch
Marco Camenisch (Brusio, 21 gennaio 1952) è un attivista ecologista antinucleare svizzero condannato a una pena di 10 anni di reclusione per un attentato dinamitardo al traliccio di una centrale elettrica nei pressi di Bad Ragaz (SG), poi ad una pena di 12 anni di carcere per omicidio e per tre attentati a tralicci dell'Enel in Toscana. Fu estradato in Svizzera nell'aprile 2002, dove oltre all’espiazione della pena del 1981 lo attendeva il nuovo processo.
Camenisch è stato scarcerato l'11 marzo 2017, in anticipo rispetto al termine della pena che sarebbe scaduto ufficialmente nel maggio 2018.
Rivendica di essere anarchico e rivoluzionario, combattente della lotta di classe ed ecologista. Per lungo tempo, il suo nome di battaglia è stato Martino.

## Biografia

### Infanzia
Camenisch è nato in Svizzera a Campocologno (frazione di Brusio) nel 1952. È cresciuto nel Canton Grigioni in un ambiente piccolo-borghese. Interrompe gli studi a Schiers, a causa degli scarsi risultati scolastici. Successivamente inizia a seguire un periodo di formazione presso la scuola agricola Plantahof. Confrontandosi con la realtà dell'agrochimica viene indotto ad abbandonare anche questa strada e a tentare, seppur solo per un breve periodo, la professione dell'alpigiano.

### Militanza ecologista
Nella seconda metà degli anni settanta intraprende la strada dell'ecologismo ribelle praticando azioni di sabotaggio alle strutture energetiche da lui ritenute eccessivamente invasive in Svizzera. Nel 1979 viene condannato a 10 anni di reclusione per delle azioni distruttive contro un traliccio dell'energia elettrica e una sottocentrale della Northeast Switzerland Power.

### Evasione dalla prigione di Regensdorf
Nel 1981 evade dal carcere di Regensdorf (Canton Zurigo) con cinque altri detenuti e, per quasi dieci anni, vive in clandestinità transitando anche per Carrara. Il 5 novembre del 1991, presso Cinquale (Comune di Montignoso) Camenisch viene arrestato dai carabinieri dopo un conflitto a fuoco con ferimenti.

### Estradizione in Svizzera
Il 18 aprile 2002, dopo essere stato trasferito in diverse carceri italiani (da Massa a Pisa, Milano a San Vittore, Livorno, Novara, Biella, Roma Rebibbia, Como) Camenish è stato estradato in Svizzera. Qui sta scontando otto anni di carcere per evasione e omicidio e sarà processato per altri reati che potrebbero prevedere l'ergastolo. È stato accusato di aver concorso all'omicidio di una guardia durante l'evasione da Regensdorf, le testimonianze degli altri evasi lo hanno però prosciolto, e condannato con sentenza definitiva dal Tribunale Federale a diciassette anni (in seguito ridotti a otto) per l'omicidio di una guardia di frontiera, avvenuto presso Brusio nel 1989.

### Scarcerazione
Il 10 marzo 2017 Marco Camenisch è stato dimesso dal carcere ed è tornato in libertà dopo 26 anni di prigionia.